# جون تايلور (لاعب كرة قدم بريطاني)
جون تايلور (بالإنجليزية: John Taylor)‏ (25 يونيو 1949 ببرمنغهام في المملكة المتحدة - ) هو لاعب كرة قدم بريطاني في مركز حراسة المرمى. لعب مع ستوكبورت كونتي ونادي بانغور سيتي ونادي روتشديل ونادي تشستر سيتي ونادي ووستر سيتي وPwllheli F.C. ‏.

## وصلات خارجية
- جون تايلور (لاعب كرة قدم بريطاني) على موقع قاعدة بيانات كرة القدم.إي يو (الإنجليزية)